# Mistrovství světa ve fotbale 1998
Mistrovství světa ve fotbale 1998 bylo šestnácté mistrovství světa v dějinách fotbalu. Finálový turnaj se odehrál mezi 10. červnem a 12. červencem roku 1998 ve Francii. Turnaj byl oproti předchozímu ročníku rozšířen na 32 týmů, rozlosovaných do 8 skupin po 4 týmech. Nejlepší hráči mistrovství světa: 1. Ronaldo (Brazílie), 2. Davor Šuker (Chorvatsko), 3. Lilian Thuram (Francie).

## Stupně vítězů
| Zlato   | Stříbro  | Bronz      | 4. místo   |
| ------- | -------- | ---------- | ---------- |
| Francie | Brazílie | Chorvatsko | Nizozemsko |

## Kvalifikace
Kvalifikace se zúčastnilo 174 fotbalových reprezentací, které bojovaly o 30 místenek na závěrečném turnaji. Pořadatelská Francie spolu s obhájcem titulu – Brazílií měla účast jistou.

### Kvalifikované týmy
| Vlajka              | Stát Archivováno 5. 9. 2015 na Wayback Machine. | Soupisky                                     | Vlajka         | Stát                           | Soupisky                                     |
| ------------------- | ----------------------------------------------- | -------------------------------------------- | -------------- | ------------------------------ | -------------------------------------------- |
| Rakousko            | Rakousko (Evropa)                               | Archivováno 14. 9. 2015 na Wayback Machine.  | Paraguay       | Paraguay (Jižní Amerika)       | Archivováno 2. 11. 2015 na Wayback Machine.  |
| Německo             | Německo (Evropa)                                | Archivováno 3. 10. 2015 na Wayback Machine.  | Kolumbie       | Kolumbie (Jižní Amerika)       | Archivováno 20. 9. 2015 na Wayback Machine.  |
| Rumunsko            | Rumunsko (Evropa)                               | Archivováno 3. 10. 2015 na Wayback Machine.  | Argentina      | Argentina (Jižní Amerika)      | Archivováno 30. 9. 2015 na Wayback Machine.  |
| Bulharsko           | Bulharsko (Evropa)                              | Archivováno 28. 2. 2016 na Wayback Machine.  | Brazílie       | Brazílie (Jižní Amerika)       | Archivováno 12. 9. 2015 na Wayback Machine.  |
| Itálie              | Itálie (Evropa)                                 | Archivováno 19. 11. 2015 na Wayback Machine. | Jamajka        | Jamajka (Střední Amerika)      | Archivováno 2. 4. 2015 na Wayback Machine.   |
| Belgie              | Belgie (Evropa)                                 | Archivováno 2. 11. 2015 na Wayback Machine.  | USA            | USA (Severní Amerika)          | Archivováno 1. 10. 2015 na Wayback Machine.  |
| Anglie              | Anglie (Evropa)                                 | Archivováno 11. 10. 2015 na Wayback Machine. | Mexiko         | Mexiko (Střední Amerika)       | Archivováno 5. 3. 2016 na Wayback Machine.   |
| Norsko              | Norsko (Evropa)                                 | Archivováno 20. 9. 2015 na Wayback Machine.  | Nigérie        | Nigérie (Afrika)               | Archivováno 2. 11. 2015 na Wayback Machine.  |
| Srbsko a Černá Hora | Srbsko a Černá Hora (Evropa)                    | Archivováno 2. 11. 2015 na Wayback Machine.  | Maroko         | Maroko (Afrika)                | Archivováno 25. 11. 2015 na Wayback Machine. |
| Dánsko              | Dánsko (Evropa)                                 | Archivováno 6. 3. 2016 na Wayback Machine.   | Kamerun        | Kamerun (Afrika)               | Archivováno 2. 11. 2015 na Wayback Machine.  |
| Nizozemsko          | Nizozemsko (Evropa)                             | Archivováno 17. 10. 2015 na Wayback Machine. | Jižní Afrika   | Jihoafrická republika (Afrika) | Archivováno 19. 11. 2015 na Wayback Machine. |
| Francie             | Francie (Evropa)                                | Archivováno 11. 9. 2015 na Wayback Machine.  | Tunisko        | Tunisko (Afrika)               | Archivováno 6. 3. 2016 na Wayback Machine.   |
| Chorvatsko          | Chorvatsko (Evropa)                             | Archivováno 11. 9. 2015 na Wayback Machine.  | Írán           | Iran (Asie)                    | Archivováno 2. 10. 2015 na Wayback Machine.  |
| Španělsko           | Španělsko (Evropa)                              | Archivováno 19. 11. 2015 na Wayback Machine. | Japonsko       | Japonsko (Asie)                | Archivováno 11. 10. 2015 na Wayback Machine. |
| Skotsko             | Skotsko (Evropa)                                | Archivováno 20. 9. 2015 na Wayback Machine.  | Jižní Korea    | Jižní Korea (Asie)             | Archivováno 3. 10. 2015 na Wayback Machine.  |
| Chile               | Chile (Jižní Amerika)                           | Archivováno 6. 3. 2016 na Wayback Machine.   | Saúdská Arábie | Saúdská Arábie (Asie)          | Archivováno 5. 10. 2015 na Wayback Machine.  |

## Skupinová fáze

### Skupina A
| Tým      | Z | V | R | P | VG | IG | +/- | B |
| -------- | - | - | - | - | -- | -- | --- | - |
| Brazílie | 3 | 2 | 0 | 1 | 6  | 3  | +3  | 6 |
| Norsko   | 3 | 1 | 2 | 0 | 5  | 4  | +1  | 5 |
| Maroko   | 3 | 1 | 1 | 1 | 5  | 5  | 0   | 4 |
| Skotsko  | 3 | 0 | 1 | 2 | 2  | 6  | -4  | 1 |

| 10. června 1998 17:30           |          |                    |                                                                                      |
| Brazílie                        | 2 : 1    | Skotsko            | Stade de France, Saint-Denis diváci: 80 000 rozhodčí: José García Aranda (Španělsko) |
| César Sampaio 4' Boyd 73' (vl.) | (Report) | Collins 38' (pen.) | Stade de France, Saint-Denis diváci: 80 000 rozhodčí: José García Aranda (Španělsko) |

| 10. června 1998 21:00 |          |                            |                                                                                     |
| Maroko                | 2 : 2    | Norsko                     | Stade de la Mosson, Montpellier diváci: 29 800 rozhodčí: Pirom Un-Prasert (Thajsko) |
| Hadji 38' Hadda 59'   | (Report) | Chippo 46' (vl.) Eggen 60' | Stade de la Mosson, Montpellier diváci: 29 800 rozhodčí: Pirom Un-Prasert (Thajsko) |

| 16. června 1998 17:30 |          |            |                                                                          |
| Skotsko               | 1 : 1    | Norsko     | Parc Lescure, Bordeaux diváci: 31 800 rozhodčí: László Vagner (Maďarsko) |
| Burley 66'            | (Report) | H. Flo 46' | Parc Lescure, Bordeaux diváci: 31 800 rozhodčí: László Vagner (Maďarsko) |

| 16. června 1998 21:00               |          |        |                                                                                 |
| Brazílie                            | 3 : 0    | Maroko | Stade de la Beaujoire, Nantes diváci: 35 500 rozhodčí: Nikolaj Levnikov (Rusko) |
| Ronaldo 9' Rivaldo 45+2' Bebeto 50' | (Report) |        | Stade de la Beaujoire, Nantes diváci: 35 500 rozhodčí: Nikolaj Levnikov (Rusko) |

| 23. června 1998 21:00 |          |                                 |                                                                               |
| Brazílie              | 1 : 2    | Norsko                          | Stade Vélodrome, Marseille diváci: 55 000 rozhodčí: Esfandiar Baharmast (USA) |
| Bebeto 78'            | (Report) | T. A. Flo 83' Rekdal 88' (pen.) | Stade Vélodrome, Marseille diváci: 55 000 rozhodčí: Esfandiar Baharmast (USA) |

| 23. června 1998 21:00 |          |                           | |
| Skotsko               | 0 : 3    | Maroko                    | Stade Geoffroy-Guichard, Saint-Étienne diváci: 30 600 rozhodčí: Ali Bujsaim (Spojené arabské emiráty) |
|                       | (Report) | Bassir 22', 85' Hadda 46' | Stade Geoffroy-Guichard, Saint-Étienne diváci: 30 600 rozhodčí: Ali Bujsaim (Spojené arabské emiráty) |

### Skupina B
| Tým      | Z | V | R | P | VG | IG | +/- | B |
| -------- | - | - | - | - | -- | -- | --- | - |
| Itálie   | 3 | 2 | 1 | 0 | 7  | 3  | +4  | 7 |
| Chile    | 3 | 0 | 3 | 0 | 4  | 4  | 0   | 3 |
| Rakousko | 3 | 0 | 2 | 1 | 3  | 4  | -1  | 2 |
| Kamerun  | 3 | 0 | 2 | 1 | 2  | 5  | -3  | 2 |

| 11. června 1998 17:30          |          |                |                                                                              |
| Itálie                         | 2 : 2    | Chile          | Parc Lescure, Bordeaux diváci: 31 800 rozhodčí: Lucien Bouchardeau (Nigérie) |
| Vieri 10' R. Baggio 85' (pen.) | (Report) | Salas 45', 49' | Parc Lescure, Bordeaux diváci: 31 800 rozhodčí: Lucien Bouchardeau (Nigérie) |

| 11. června 1998 21:00 |          |             |                                                                                   |
| Kamerun               | 1 : 1    | Rakousko    | Stadium Municipal, Toulouse diváci: 33 460 rozhodčí: Epifanio González (Paraguay) |
| Njanka 78'            | (Report) | Polster 90' | Stadium Municipal, Toulouse diváci: 33 460 rozhodčí: Epifanio González (Paraguay) |

| 17. června 1998 17:30 |          |            |                                                                                           |
| Chile                 | 1 : 1    | Rakousko   | Stade Geoffroy-Guichard, Saint-Étienne diváci: 30 600 rozhodčí: Gamal Al-Ghandour (Egypt) |
| Salas 70'             | (Report) | Vastić 90' | Stade Geoffroy-Guichard, Saint-Étienne diváci: 30 600 rozhodčí: Gamal Al-Ghandour (Egypt) |

| 17. června 1998 21:00       |          |         |                                                                                    |
| Itálie                      | 3 : 0    | Kamerun | Stade de la Mosson, Montpellier diváci: 29 800 rozhodčí: Edward Lennie (Austrálie) |
| Di Biagio 7' Vieri 75', 89' | (Report) |         | Stade de la Mosson, Montpellier diváci: 29 800 rozhodčí: Edward Lennie (Austrálie) |

| 23. června 1998 16:00   |          |                   |                                                                            |
| Itálie                  | 2 : 1    | Rakousko          | Stade de France, Saint-Denis diváci: 80 000 rozhodčí: Paul Durkin (Anglie) |
| Vieri 49' R. Baggio 89' | (Report) | Herzog 90' (pen.) | Stade de France, Saint-Denis diváci: 80 000 rozhodčí: Paul Durkin (Anglie) |

| 23. června 1998 16:00 |          |           |                                                                                 |
| Chile                 | 1 : 1    | Kamerun   | Stade de la Beaujoire, Nantes diváci: 35 500 rozhodčí: Laszlo Vagner (Maďarsko) |
| Sierra 20'            | (Report) | Mboma 55' | Stade de la Beaujoire, Nantes diváci: 35 500 rozhodčí: Laszlo Vagner (Maďarsko) |

### Skupina C
| Tým                   | Z | V | R | P | VG | IG | +/- | B |
| --------------------- | - | - | - | - | -- | -- | --- | - |
| Francie               | 3 | 3 | 0 | 0 | 9  | 1  | +8  | 9 |
| Dánsko                | 3 | 1 | 1 | 1 | 3  | 3  | 0   | 4 |
| Jihoafrická republika | 3 | 0 | 2 | 1 | 3  | 6  | -3  | 2 |
| Saúdská Arábie        | 3 | 0 | 1 | 2 | 2  | 7  | -5  | 1 |

| 12. června 1998 17:30 |          |            |                                                                                  |
| Saúdská Arábie        | 0 : 1    | Dánsko     | Stade Félix Bollaert, Lens diváci: 38 140 rozhodčí: Javier Castrilli (Argentina) |
|                       | (Report) | Rieper 68' | Stade Félix Bollaert, Lens diváci: 38 140 rozhodčí: Javier Castrilli (Argentina) |

| 12. června 1998 21:00                |          |                       |                                                                                          |
| Francie                              | 3 : 0    | Jihoafrická republika | Stade Vélodrome, Marseille diváci: 55 077 rozhodčí: Márcio Rezende de Freitas (Brazílie) |
| Dugarry 34' Issa 77' (vl.) Henry 90' | (Report) |                       | Stade Vélodrome, Marseille diváci: 55 077 rozhodčí: Márcio Rezende de Freitas (Brazílie) |

| 18. června 1998 17:30 |          |             |                                                                                  |
| Jihoafrická republika | 1 : 1    | Dánsko      | Stadium Municipal, Toulouse diváci: 33 300 rozhodčí: John Toro Rendón (Kolumbie) |
| McCarthy 52'          | (Report) | Nielsen 13' | Stadium Municipal, Toulouse diváci: 33 300 rozhodčí: John Toro Rendón (Kolumbie) |

| 18. června 1998 21:00                     |          |                |                                                                                     |
| Francie                                   | 4 : 0    | Saúdská Arábie | Stade de France, Saint-Denis diváci: 80 000 rozhodčí: Arturo Brizio Carter (Mexiko) |
| Henry 36', 77' Trezeguet 68' Lizarazu 85' | (Report) |                | Stade de France, Saint-Denis diváci: 80 000 rozhodčí: Arturo Brizio Carter (Mexiko) |

| 24. června 1998 16:00          |          |                       |                                                                         |
| Francie                        | 2 : 1    | Dánsko                | Stade Gerland, Lyon diváci: 39 100 rozhodčí: Pierluigi Collina (Itálie) |
| Djorkaeff 12' (pen.) Petit 56' | (Report) | M. Laudrup 42' (pen.) | Stade Gerland, Lyon diváci: 39 100 rozhodčí: Pierluigi Collina (Itálie) |

| 24. června 1998 16:00      |          |                                               |                                                                              |
| Jihoafrická republika      | 2 : 2    | Saúdská Arábie                                | Parc Lescure, Bordeaux diváci: 31 800 rozhodčí: Mario Sanchez Yanten (Chile) |
| Bartlett 19', 90+4' (pen.) | (Report) | Samí Džábir 45' (pen.) Al-Thunayan 74' (pen.) | Parc Lescure, Bordeaux diváci: 31 800 rozhodčí: Mario Sanchez Yanten (Chile) |

### Skupina D
| Tým       | Z | V | R | P | VG | IG | +/- | B |
| --------- | - | - | - | - | -- | -- | --- | - |
| Nigérie   | 3 | 2 | 0 | 1 | 5  | 5  | 0   | 6 |
| Paraguay  | 3 | 1 | 2 | 0 | 3  | 1  | +2  | 5 |
| Španělsko | 3 | 1 | 1 | 1 | 8  | 4  | +4  | 4 |
| Bulharsko | 3 | 0 | 1 | 2 | 1  | 7  | -6  | 1 |

| 12. června 1998 14:30 |          |           |                                                                                                |
| Paraguay              | 0 : 0    | Bulharsko | Stade de la Mosson, Montpellier diváci: 27 650 rozhodčí: Abdul Rahman Al-Zeid (Saúdská Arábie) |
|                       | (Report) |           | Stade de la Mosson, Montpellier diváci: 27 650 rozhodčí: Abdul Rahman Al-Zeid (Saúdská Arábie) |

| 13. června 1998 14:30 |          |                                  |                                                                                  |
| Španělsko             | 2 : 3    | Nigérie                          | Stade de la Beaujoire, Nantes diváci: 33 257 rozhodčí: Esfandiar Baharmast (USA) |
| Hierro 20' Raúl 46'   | (Report) | Adepoju 24' Lawal 72' Oliseh 77' | Stade de la Beaujoire, Nantes diváci: 33 257 rozhodčí: Esfandiar Baharmast (USA) |

| 19. června 1998 17:30 |          |           |                                                                               |
| Nigérie               | 1 : 0    | Bulharsko | Parc des Princes, Paříž diváci: 45 500 rozhodčí: Mario Sanchez Yanten (Chile) |
| Ikpeba 26'            | (Report) |           | Parc des Princes, Paříž diváci: 45 500 rozhodčí: Mario Sanchez Yanten (Chile) |

| 19. června 1998 21:00 |          |          | |
| Španělsko             | 0 : 0    | Paraguay | Stade Geoffroy-Guichard, Saint-Étienne diváci: 30 600 rozhodčí: Ian McLeod (Jihoafrická republika) |
|                       | (Report) |          | Stade Geoffroy-Guichard, Saint-Étienne diváci: 30 600 rozhodčí: Ian McLeod (Jihoafrická republika) |

| 24. června 1998 21:00 |          |                                  |                                                                                 |
| Nigérie               | 1 : 3    | Paraguay                         | Stadium Municipal, Toulouse diváci: 33 500 rozhodčí: Pirom Un-Prasert (Thajsko) |
| Oruma 10'             | (Report) | Ayala 1' Benítez 58' Cardozo 86' | Stadium Municipal, Toulouse diváci: 33 500 rozhodčí: Pirom Un-Prasert (Thajsko) |

| 24. června 1998 21:00                                              |          |                |                                                                                     |
| Španělsko                                                          | 6 : 1    | Bulharsko      | Stade Félix Bollaert, Lens diváci: 38 100 rozhodčí: Mario van der Ende (Nizozemsko) |
| Hierro 5' (pen.) Luis Enrique 18' Morientes 53', 80' Kiko 88', 90' | (Report) | Kostadinov 56' | Stade Félix Bollaert, Lens diváci: 38 100 rozhodčí: Mario van der Ende (Nizozemsko) |

### Skupina E
| Tým         | Z | V | R | P | VG | IG | +/- | B |
| ----------- | - | - | - | - | -- | -- | --- | - |
| Nizozemsko  | 3 | 1 | 2 | 0 | 7  | 2  | +5  | 5 |
| Mexiko      | 3 | 1 | 2 | 0 | 7  | 5  | +2  | 5 |
| Belgie      | 3 | 0 | 3 | 0 | 3  | 3  | 0   | 3 |
| Jižní Korea | 3 | 0 | 1 | 2 | 2  | 9  | -7  | 1 |

| 13. června 1998 17:30 |          |                               |                                                                      |
| Jižní Korea           | 1 : 3    | Mexiko                        | Stade Gerland, Lyon diváci: 39 133 rozhodčí: Günter Benkö (Rakousko) |
| Ha Seok-Ju 28'        | (Report) | Peláez 51' Hernández 74', 84' | Stade Gerland, Lyon diváci: 39 133 rozhodčí: Günter Benkö (Rakousko) |

| 13. června 1998 21:00 |          |        |                                                                                  |
| Nizozemsko            | 0 : 0    | Belgie | Stade de France, Saint-Denis diváci: 75 000 rozhodčí: Pierluigi Collina (Itálie) |
|                       | (Report) |        | Stade de France, Saint-Denis diváci: 75 000 rozhodčí: Pierluigi Collina (Itálie) |

| 20. června 1998 17:30 |          |                                   |                                                                       |
| Belgie                | 2 : 2    | Mexiko                            | Parc Lescure, Bordeaux diváci: 31 800 rozhodčí: Hugh Dallas (Skotsko) |
| Wilmots 43', 47'      | (Report) | García Aspe 55' (pen.) Blanco 62' | Parc Lescure, Bordeaux diváci: 31 800 rozhodčí: Hugh Dallas (Skotsko) |

| 20. června 1998 21:00                                               |          |             |                                                                             |
| Nizozemsko                                                          | 5 : 0    | Jižní Korea | Stade Vélodrome, Marseille diváci: 55 000 rozhodčí: Ryszard Wójcik (Polsko) |
| Cocu 38' Overmars 42' Bergkamp 71' van Hooijdonk 80' R. de Boer 83' | (Report) |             | Stade Vélodrome, Marseille diváci: 55 000 rozhodčí: Ryszard Wójcik (Polsko) |

| 25. června 1998 16:00  |          |                            | |
| Nizozemsko             | 2 : 2    | Mexiko                     | Stade Geoffroy-Guichard, Saint-Étienne diváci: 30 600 rozhodčí: Abdul Rahman Al-Zeid (Saúdská Arábie) |
| Cocu 4' R. de Boer 18' | (Report) | Peláez 75' Hernández 90+5' | Stade Geoffroy-Guichard, Saint-Étienne diváci: 30 600 rozhodčí: Abdul Rahman Al-Zeid (Saúdská Arábie) |

| 25. června 1998 16:00 |          |                   |                                                                                       |
| Belgie                | 1 : 1    | Jižní Korea       | Parc des Princes, Paříž diváci: 45 500 rozhodčí: Márcio Rezende de Freitas (Brazílie) |
| Nilis 7'              | (Report) | Ju Sang-čchol 71' | Parc des Princes, Paříž diváci: 45 500 rozhodčí: Márcio Rezende de Freitas (Brazílie) |

### Skupina F
| Tým                 | Z | V | R | P | VG | IG | +/- | B |
| ------------------- | - | - | - | - | -- | -- | --- | - |
| Německo             | 3 | 2 | 1 | 0 | 6  | 2  | +4  | 7 |
| Srbsko a Černá Hora | 3 | 2 | 1 | 0 | 4  | 2  | +2  | 7 |
| Írán                | 3 | 1 | 0 | 2 | 2  | 4  | -2  | 3 |
| USA                 | 3 | 0 | 0 | 3 | 1  | 5  | -4  | 0 |

| 14. června 1998 17:30 |          |      |                                                                                       |
| Srbsko a Černá Hora   | 1 : 0    | Írán | Stade Geoffroy-Guichard, Saint-Étienne diváci: 30 392 rozhodčí: Alberto Tejada (Peru) |
| Mihajlović 72'        | (Report) |      | Stade Geoffroy-Guichard, Saint-Étienne diváci: 30 392 rozhodčí: Alberto Tejada (Peru) |

| 15. června 1998 21:00   |          |     |                                                                        |
| Německo                 | 2 : 0    | USA | Parc des Princes, Paříž diváci: 43 815 rozhodčí: Said Belqola (Maroko) |
| Möller 8' Klinsmann 64' | (Report) |     | Parc des Princes, Paříž diváci: 43 815 rozhodčí: Said Belqola (Maroko) |

| 21. června 1998 14:30             |          |                             |                                                                                 |
| Německo                           | 2 : 2    | Srbsko a Černá Hora         | Stade Félix Bollaert, Lens diváci: 38 100 rozhodčí: Kim Milton Nielsen (Dánsko) |
| Mihajlović 73' (vl.) Bierhoff 80' | (Report) | Mijatović 13' Stojković 54' | Stade Félix Bollaert, Lens diváci: 38 100 rozhodčí: Kim Milton Nielsen (Dánsko) |

| 21. června 1998 21:00 |          |                           |                                                                    |
| USA                   | 1 : 2    | Írán                      | Stade Gerland, Lyon diváci: 39 100 rozhodčí: Urs Meier (Švýcarsko) |
| McBride 87'           | (Report) | Estili 40' Mahdavikia 84' | Stade Gerland, Lyon diváci: 39 100 rozhodčí: Urs Meier (Švýcarsko) |

| 25. června 1998 21:00 |          |                     |                                                                                  |
| USA                   | 0 : 1    | Srbsko a Černá Hora | Stade de la Beaujoire, Nantes diváci: 35 500 rozhodčí: Gamal Al-Ghandour (Egypt) |
|                       | (Report) | Komljenović 4'      | Stade de la Beaujoire, Nantes diváci: 35 500 rozhodčí: Gamal Al-Ghandour (Egypt) |

| 25. června 1998 21:00      |          |      |                                                                                       |
| Německo                    | 2 : 0    | Írán | Stade de la Mosson, Montpellier diváci: 29 800 rozhodčí: Epifanio González (Paraguay) |
| Bierhoff 50' Klinsmann 57' | (Report) |      | Stade de la Mosson, Montpellier diváci: 29 800 rozhodčí: Epifanio González (Paraguay) |

### Skupina G
| Tým      | Z | V | R | P | VG | IG | +/- | B |
| -------- | - | - | - | - | -- | -- | --- | - |
| Rumunsko | 3 | 2 | 1 | 0 | 4  | 2  | +2  | 7 |
| Anglie   | 3 | 2 | 0 | 1 | 5  | 2  | +3  | 6 |
| Kolumbie | 3 | 1 | 0 | 2 | 1  | 3  | -2  | 3 |
| Tunisko  | 3 | 0 | 1 | 2 | 1  | 4  | -3  | 1 |

| 15. června 1998 14:30   |          |         |                                                                                |
| Anglie                  | 2 : 0    | Tunisko | Stade Vélodrome, Marseille diváci: 54 587 rozhodčí: Masayoshi Okada (Japonsko) |
| Shearer 43' Scholes 89' | (Report) |         | Stade Vélodrome, Marseille diváci: 54 587 rozhodčí: Masayoshi Okada (Japonsko) |

| 15. června 1998 17:30 |          |          |                                                                        |
| Rumunsko              | 1 : 0    | Kolumbie | Stade Gerland, Lyon diváci: 37 572 rozhodčí: Lim Kee Chong (Mauricius) |
| Ilie 45'              | (Report) |          | Stade Gerland, Lyon diváci: 37 572 rozhodčí: Lim Kee Chong (Mauricius) |

| 22. června 1998 17:30 |          |         |                                                                                    |
| Kolumbie              | 1 : 0    | Tunisko | Stade de la Mosson, Montpellier diváci: 29 800 rozhodčí: Bernd Heynemann (Německo) |
| Preciado 83'          | (Report) |         | Stade de la Mosson, Montpellier diváci: 29 800 rozhodčí: Bernd Heynemann (Německo) |

| 22. června 1998 21:00     |          |          |                                                                           |
| Rumunsko                  | 2 : 1    | Anglie   | Stadium Municipal, Toulouse diváci: 33 500 rozhodčí: Marc Batta (Francie) |
| Moldovan 47' Petrescu 90' | (Report) | Owen 79' | Stadium Municipal, Toulouse diváci: 33 500 rozhodčí: Marc Batta (Francie) |

| 26. června 1998 21:00 |          |                          |                                                                                   |
| Kolumbie              | 0 : 2    | Anglie                   | Stade Félix Bollaert, Lens diváci: 38 100 rozhodčí: Arturo Brizio Carter (Mexiko) |
|                       | (Report) | Anderton 20' Beckham 29' | Stade Félix Bollaert, Lens diváci: 38 100 rozhodčí: Arturo Brizio Carter (Mexiko) |

| 26. června 1998 21:00 |          |                    |                                                                                 |
| Rumunsko              | 1 : 1    | Tunisko            | Stade de France, Saint-Denis diváci: 77 000 rozhodčí: Edward Lennie (Austrálie) |
| Moldovan 72'          | (Report) | Souayah 10' (pen.) | Stade de France, Saint-Denis diváci: 77 000 rozhodčí: Edward Lennie (Austrálie) |

### Skupina H
| Tým        | Z | V | R | P | VG | IG | +/- | B |
| ---------- | - | - | - | - | -- | -- | --- | - |
| Argentina  | 3 | 3 | 0 | 0 | 7  | 0  | +7  | 9 |
| Chorvatsko | 3 | 2 | 0 | 1 | 4  | 2  | +2  | 6 |
| Jamajka    | 3 | 1 | 0 | 2 | 3  | 9  | -6  | 3 |
| Japonsko   | 3 | 0 | 0 | 3 | 1  | 4  | -3  | 0 |

| 14. června 1998 14:30 |          |          |                                                                                      |
| Argentina             | 1 : 0    | Japonsko | Stadium Municipal, Toulouse diváci: 33 400 rozhodčí: Mario van der Ende (Nizozemsko) |
| Batistuta 28'         | (Report) |          | Stadium Municipal, Toulouse diváci: 33 400 rozhodčí: Mario van der Ende (Nizozemsko) |

| 14. června 1998 21:00 |          |                                     |                                                                                      |
| Jamajka               | 1 : 3    | Chorvatsko                          | Stade Félix Bollaert, Lens diváci: 38 058 rozhodčí: Vítor Melo Pereira (Portugalsko) |
| Earle 45'             | (Report) | Stanić 27' Prosinečki 53' Šuker 69' | Stade Félix Bollaert, Lens diváci: 38 058 rozhodčí: Vítor Melo Pereira (Portugalsko) |

| 20. června 1998 14:30 |          |            |                                                                                           |
| Japonsko              | 0 : 1    | Chorvatsko | Stade de la Beaujoire, Nantes diváci: 35 500 rozhodčí: Ramesh Ramdhan (Trinidad a Tobago) |
|                       | (Report) | Šuker 77'  | Stade de la Beaujoire, Nantes diváci: 35 500 rozhodčí: Ramesh Ramdhan (Trinidad a Tobago) |

| 21. června 1998 17:30                          |          |         |                                                                         |
| Argentina                                      | 5 : 0    | Jamajka | Parc des Princes, Paříž diváci: 45 000 rozhodčí: Rune Pedersen (Norsko) |
| Ortega 31', 55' Batistuta 72', 80', 83' (pen.) | (Report) |         | Parc des Princes, Paříž diváci: 45 000 rozhodčí: Rune Pedersen (Norsko) |

| 26. června 1998 16:00 |          |            |                                                                       |
| Argentina             | 1 : 0    | Chorvatsko | Parc Lescure, Bordeaux diváci: 31 800 rozhodčí: Said Belqola (Maroko) |
| Pineda 36'            | (Report) |            | Parc Lescure, Bordeaux diváci: 31 800 rozhodčí: Said Belqola (Maroko) |

| 26. června 1998 16:00 |          |                   |                                                                      |
| Japonsko              | 1 : 2    | Jamajka           | Stade Gerland, Lyon diváci: 39 100 rozhodčí: Günter Benkö (Rakousko) |
| Nakayama 74'          | (Report) | Whitmore 39', 54' | Stade Gerland, Lyon diváci: 39 100 rozhodčí: Günter Benkö (Rakousko) |

## Vyřazovací fáze
|  | Osmifinále                 | Osmifinále              |                            |       | Čtvrtfinále   | Čtvrtfinále   |                      |                      | Semifinále | Semifinále |  |  | Finále | Finále |
|  |                            |                         |                            |       |               |               |                      |                      |            |            |  |  |        |        |
|  | 27. června - Marseille     |                         |                            |       |               |               |                      |                      |            |            |  |  |        |        |
|  |                            |                         |                            |       |               |               |                      |                      |            |            |  |  |        |        |
|  | Itálie                     | 1                       |                            |       |               |               |                      |                      |            |            |  |  |        |        |
|  | Itálie                     | 1                       | 3. července - Saint-Denis  |       |               |               |                      |                      |            |            |  |  |        |        |
|  | Norsko                     | 0                       |                            |       |               |               |                      |                      |            |            |  |  |        |        |
|  | Norsko                     | 0                       | Itálie                     | 0 (3) |               |               |                      |                      |            |            |  |  |        |        |
|  | 28. června - Lens          |                         | Itálie                     | 0 (3) |               |               |                      |                      |            |            |  |  |        |        |
|  |                            | Francie                 | 0 (4)                      |       |               |               |                      |                      |            |            |  |  |        |        |
|  | Francie                    | Francie                 | 0 (4)                      | 1     |               |               |                      |                      |            |            |  |  |        |        |
|  | Francie                    |                         | 8. července - Saint-Denis  | 1     |               |               |                      |                      |            |            |  |  |        |        |
|  | Paraguay                   | 0                       |                            |       |               |               |                      |                      |            |            |  |  |        |        |
|  | Paraguay                   | 0                       | Francie                    | 2     |               |               |                      |                      |            |            |  |  |        |        |
|  | 29. června - Montpellier   |                         | Francie                    | 2     |               |               |                      |                      |            |            |  |  |        |        |
|  |                            | Chorvatsko              | 1                          |       |               |               |                      |                      |            |            |  |  |        |        |
|  | Německo                    | Chorvatsko              | 1                          | 2     |               |               |                      |                      |            |            |  |  |        |        |
|  | Německo                    | 4. července - Lyon      |                            | 2     |               |               |                      |                      |            |            |  |  |        |        |
|  | Mexiko                     | 1                       |                            |       |               |               |                      |                      |            |            |  |  |        |        |
|  | Mexiko                     | 1                       | Německo                    | 0     |               |               |                      |                      |            |            |  |  |        |        |
|  | 30. června - Bordeaux      |                         | Německo                    | 0     |               |               |                      |                      |            |            |  |  |        |        |
|  |                            | Chorvatsko              | 3                          |       |               |               |                      |                      |            |            |  |  |        |        |
|  | Rumunsko                   | Chorvatsko              | 3                          | 0     |               |               |                      |                      |            |            |  |  |        |        |
|  | Rumunsko                   |                         | 12. července - Saint-Denis | 0     |               |               |                      |                      |            |            |  |  |        |        |
|  | Chorvatsko                 | 1                       |                            |       |               |               |                      |                      |            |            |  |  |        |        |
|  | Chorvatsko                 | 1                       | Francie                    | 3     |               |               |                      |                      |            |            |  |  |        |        |
|  | 27. června - Paříž         |                         | Francie                    | 3     |               |               |                      |                      |            |            |  |  |        |        |
|  |                            | Brazílie                | 0                          |       |               |               |                      |                      |            |            |  |  |        |        |
|  | Brazílie                   | Brazílie                | 0                          | 4     |               |               |                      |                      |            |            |  |  |        |        |
|  | Brazílie                   | 3. července - Nantes    |                            | 4     |               |               |                      |                      |            |            |  |  |        |        |
|  | Chile                      | 1                       |                            |       |               |               |                      |                      |            |            |  |  |        |        |
|  | Chile                      | 1                       | Brazílie                   | 3     |               |               |                      |                      |            |            |  |  |        |        |
|  | 28. června - Saint-Denis   |                         | Brazílie                   | 3     |               |               |                      |                      |            |            |  |  |        |        |
|  |                            | Dánsko                  | 2                          |       |               |               |                      |                      |            |            |  |  |        |        |
|  | Nigérie                    | Dánsko                  | 2                          | 1     |               |               |                      |                      |            |            |  |  |        |        |
|  | Nigérie                    |                         | 7. července - Marseille    | 1     |               |               |                      |                      |            |            |  |  |        |        |
|  | Dánsko                     | 4                       |                            |       |               |               |                      |                      |            |            |  |  |        |        |
|  | Dánsko                     | 4                       | Brazílie                   | 1 (4) |               |               |                      |                      |            |            |  |  |        |        |
|  | 29. června - Toulouse      |                         | Brazílie                   | 1 (4) |               |               |                      |                      |            |            |  |  |        |        |
|  |                            | Nizozemsko              | 1 (2)                      |       | O třetí místo | O třetí místo |                      |                      |            |            |  |  |        |        |
|  | Nizozemsko                 | Nizozemsko              | 1 (2)                      | 2     | O třetí místo | O třetí místo |                      |                      |            |            |  |  |        |        |
|  | Nizozemsko                 | 4. července - Marseille | 4. července - Marseille    | 2     |               |               | 11. července - Paříž | 11. července - Paříž |            |            |  |  |        |        |
|  | Srbsko a Černá Hora        | 4. července - Marseille | 4. července - Marseille    | 1     |               |               | 11. července - Paříž | 11. července - Paříž |            |            |  |  |        |        |
|  | Srbsko a Černá Hora        | Nizozemsko              | 2                          | 1     | Chorvatsko    | 2             |                      |                      |            |            |  |  |        |        |
|  | 30. června - Saint-Étienne | Nizozemsko              | 2                          |       | Chorvatsko    | 2             |                      |                      |            |            |  |  |        |        |
|  |                            | Argentina               | 1                          |       | Nizozemsko    | 1             |                      |                      |            |            |  |  |        |        |
|  | Argentina                  | Argentina               | 1                          | 2 (4) | Nizozemsko    | 1             |                      |                      |            |            |  |  |        |        |
|  | Argentina                  |                         |                            | 2 (4) |               |               |                      |                      |            |            |  |  |        |        |
|  | Anglie                     | 2 (3)                   |                            |       |               |               |                      |                      |            |            |  |  |        |        |
|  | Anglie                     | 2 (3)                   |                            |       |               |               |                      |                      |            |            |  |  |        |        |

### Osmifinále
| 27. června 1998 16:30 |          |        |                                                                               |
| Itálie                | 1 : 0    | Norsko | Stade Vélodrome, Marseille diváci: 55 000 rozhodčí: Bernd Heynemann (Německo) |
| Vieri 18'             | (Report) |        | Stade Vélodrome, Marseille diváci: 55 000 rozhodčí: Bernd Heynemann (Německo) |

| 27. června 1998 21:00                            |          |           |                                                                       |
| Brazílie                                         | 4 : 1    | Chile     | Parc des Princes, Paříž diváci: 45 500 rozhodčí: Marc Batta (Francie) |
| César Sampaio 11', 27' Ronaldo 45+1' (pen.), 70' | (Report) | Salas 68' | Parc des Princes, Paříž diváci: 45 500 rozhodčí: Marc Batta (Francie) |

| 28. června 1998 16:30 |                   |          |                                                                                           |
| Francie               | 1 : 0 (zlatý gól) | Paraguay | Stade Félix Bollaert, Lens diváci: 38 100 rozhodčí: Ali Bujsaim (Spojené arabské emiráty) |
| Blanc 113'            | (Report)          |          | Stade Félix Bollaert, Lens diváci: 38 100 rozhodčí: Ali Bujsaim (Spojené arabské emiráty) |

| 28. června 1998 21:00 |          |                                              |                                                                             |
| Nigérie               | 1 : 4    | Dánsko                                       | Stade de France, Saint-Denis diváci: 77 000 rozhodčí: Urs Meier (Švýcarsko) |
| Babangida 78'         | (Report) | Møller 3' B. Laudrup 12' Sand 60' Helveg 76' | Stade de France, Saint-Denis diváci: 77 000 rozhodčí: Urs Meier (Švýcarsko) |

| 29. června 1998 16:30      |          |               |                                                                                           |
| Německo                    | 2 : 1    | Mexiko        | Stade de la Mosson, Montpellier diváci: 29 800 rozhodčí: Vítor Melo Pereira (Portugalsko) |
| Klinsmann 75' Bierhoff 86' | (Report) | Hernández 47' | Stade de la Mosson, Montpellier diváci: 29 800 rozhodčí: Vítor Melo Pereira (Portugalsko) |

| 29. června 1998 21:00     |          |                     |                                                                                     |
| Nizozemsko                | 2 : 1    | Srbsko a Černá Hora | Stadium Municipal, Toulouse diváci: 33 500 rozhodčí: José Garcia Aranda (Španělsko) |
| Bergkamp 38' Davids 90+2' | (Report) | Komljenović 48'     | Stadium Municipal, Toulouse diváci: 33 500 rozhodčí: José Garcia Aranda (Španělsko) |

| 30. června 1998 16:30 |          |                    |                                                                              |
| Rumunsko              | 0 : 1    | Chorvatsko         | Parc Lescure, Bordeaux diváci: 31 800 rozhodčí: Javier Castrilli (Argentina) |
|                       | (Report) | Šuker 45+2' (pen.) | Parc Lescure, Bordeaux diváci: 31 800 rozhodčí: Javier Castrilli (Argentina) |

| 30. června 1998 21:00             |                   |                             |                                                                                             |
| Argentina                         | 2 : 2 (po prodl.) | Anglie                      | Stade Geoffroy-Guichard, Saint-Étienne diváci: 30 600 rozhodčí: Kim Milton Nielsen (Dánsko) |
| Batistuta 6' (pen.) Zanetti 45+1' | (Report)          | Shearer 10' (pen.) Owen 16' | Stade Geoffroy-Guichard, Saint-Étienne diváci: 30 600 rozhodčí: Kim Milton Nielsen (Dánsko) |

|                                   |       | Penaltový rozstřel             |  |
| Berti Crespo Verón Gallardo Ayala | 4 : 3 | Shearer Ince Merson Owen Batty |  |

### Čtvrtfinále
| 3. července 1998 16:30 |                   |         |                                                                             |
| Itálie                 | 0 : 0 (po prodl.) | Francie | Stade de France, Saint-Denis diváci: 77 000 rozhodčí: Hugh Dallas (Skotsko) |
|                        | (Report)          |         | Stade de France, Saint-Denis diváci: 77 000 rozhodčí: Hugh Dallas (Skotsko) |

|                                                |       | Penaltový rozstřel                    |  |
| R. Baggio Albertini Costacurta Vieri Di Biagio | 3 : 4 | Zidane Lizarazu Trezeguet Henry Blanc |  |

| 3. července 1998 21:00      |          |                             |                                                                                  |
| Brazílie                    | 3 : 2    | Dánsko                      | Stade de la Beaujoire, Nantes diváci: 35 500 rozhodčí: Gamal Al-Ghandour (Egypt) |
| Bebeto 11' Rivaldo 27', 60' | (Report) | Jørgensen 2' B. Laudrup 50' | Stade de la Beaujoire, Nantes diváci: 35 500 rozhodčí: Gamal Al-Ghandour (Egypt) |

| 4. července 1998 16:30    |          |           |                                                                                   |
| Nizozemsko                | 2 : 1    | Argentina | Stade Vélodrome, Marseille diváci: 55 000 rozhodčí: Arturo Brizio Carter (Mexiko) |
| Kluivert 12' Bergkamp 89' | (Report) | López 18' | Stade Vélodrome, Marseille diváci: 55 000 rozhodčí: Arturo Brizio Carter (Mexiko) |

| 4. července 1998 21:00 |          |                                   |                                                                     |
| Německo                | 0 : 3    | Chorvatsko                        | Stade Gerland, Lyon diváci: 39 100 rozhodčí: Rune Pedersen (Norsko) |
|                        | (Report) | Jarni 45+3' Vlaović 80' Šuker 85' | Stade Gerland, Lyon diváci: 39 100 rozhodčí: Rune Pedersen (Norsko) |

### Semifinále
| 7. července 1998 21:00 |                   |              |                                                                                           |
| Brazílie               | 1 : 1 (po prodl.) | Nizozemsko   | Stade Vélodrome, Marseille diváci: 54 000 rozhodčí: Ali Bujsaim (Spojené arabské emiráty) |
| Ronaldo 46'            | (Report)          | Kluivert 87' | Stade Vélodrome, Marseille diváci: 54 000 rozhodčí: Ali Bujsaim (Spojené arabské emiráty) |

|                               |       | Penaltový rozstřel                  |  |
| Ronaldo Rivaldo Emerson Dunga | 4 : 2 | F. de Boer Bergkamp Cocu R. de Boer |  |

| 8. července 1998 21:00 |          |            |                                                                                      |
| Francie                | 2 : 1    | Chorvatsko | Stade de France, Saint-Denis diváci: 76 000 rozhodčí: José Garcia Aranda (Španělsko) |
| Thuram 47', 69'        | (Report) | Šuker 46'  | Stade de France, Saint-Denis diváci: 76 000 rozhodčí: José Garcia Aranda (Španělsko) |

### Zápas o bronz
| 11. července 1998 21:00 |          |                          |                                                                               |
| Nizozemsko              | 1 : 2    | Chorvatsko               | Parc des Princes, Paříž diváci: 45 000 rozhodčí: Epifanio González (Paraguay) |
| Zenden 21'              | (Report) | Prosinečki 13' Šuker 35' | Parc des Princes, Paříž diváci: 45 000 rozhodčí: Epifanio González (Paraguay) |

### Finále
| 12. července 1998 21:00 |          |                               |                                                                             |
| Brazílie                | 0 : 3    | Francie                       | Stade de France, Saint-Denis diváci: 80 000 rozhodčí: Said Belqola (Maroko) |
|                         | (Report) | Zidane 27', 45+1' Petit 90+3' | Stade de France, Saint-Denis diváci: 80 000 rozhodčí: Said Belqola (Maroko) |